# 인천 초등학생 형제 방임 및 화재 사건
인천 초등학생 형제 방임 및 화재 사건은 2020년 9월 14일 오전 11시 10분쯤 인천광역시 미추홀구 용현동의 한 빌라에서 결식아동이였던 당시 10세였던 형 A군과 그리고 당시 8세였던 동생 B군이 형 A군의 불장난으로 불이 나 형제 모두 전신에 화상을 입었고 동생은 끝내 사망한 사건이다.

## 사건 개요
아버지 없이 어머니와 셋이 사는 형제는 기초생활수급 가정으로 형편이 넉넉하지 못했고, 공공임대주택에 살며 기초생활수급자로 매달 160만 원 가량을 지원받은 것으로 파악되었다. 코로나바이러스감염증-19 재확산으로 학교가 비대면 수업을 진행한 날이어서 아동급식카드로 끼니를 때우고 있었는데 라면을 끓이던 도중 화재가 발생했다고 알려졌으나, 인천 미추홀경찰서측의 조사 결과 화재는 A군의 실화로 발생하였다. 이 화재로 A군은 상반신에 3도 중화상을 입는 등 전신의 40%에 화상을 입었고 B군은 다리에 1도 화상을 입었다.
한편, 어머니는 화재 전날부터 자녀를 두고 집을 비운 것으로 알려져 아동학대 및 방임 혐의라는 비판을 받았다. A군은 ADHD를 앓고 있었고 어머니로부터 폭행과 방치 등 학대를 당했는데 일부 이웃들은 엄마가 아이들을 학대한다며 2018년부터 3차례 신고해왔다폭행은 사실이 아니라고 전해진다.. 초등학생 형제의 어머니는 화재 당시 지인을 만나고 있었다고 경찰에 진술한 것으로 전해졌다.
사건 4일 뒤인 9월 18일, 오후 한때 A군과 B군이 의식을 되찾았다는 보도가 있었지만 안타깝게도 사실이 아닌 것으로 확인되었다. 형제는 서울 모 화상 전문병원에서 치료를 받고 있는데 닷새째 의식을 찾지 못해 산소호흡기에 의존한 채 계속 중환자실에서 치료를 받고 있는 것으로 알려졌다. 형제 모두 화상뿐 아니라 화재 당시 검은 연기를 많이 흡입해 자가 호흡이 힘든 상태여서 산소호흡기에 의존하고 있는 상태다. 형제 엄마가 연락 두절됐다는 일부 언론 보도도 사실이 아닌 것으로 파악되었고 엄마는 이날 아이들이 입원한 병원에 머무른 것으로 확인되었다.
9월 26일에 형 A군이 의식을 회복하였다. 동생 B군은 눈은 떴지만 아직 주변 소리 등에 반응을 못하는 상태라고 한다.
10월 19일에 형 A군은 2차례 피부 이식 수술을 받은 뒤 의사소통이 가능하고 휴대전화로 원격수업을 가끔 들을 수 있을 정도로 회복되었으며 동생 B군은 의식을 회복했으나 ‘엄마’ 정도만 하고 목이 부어 대화는 아직 원활하지는 못하다고 한다.
10월 21일에 동생 B군의 상태가 다시 악화되어 중환자실로 이송되었으나 끝내 사망하고 말았다.
10월 23일 새벽, B군의 발인이 진행되었다. 장례식 도중에 B군이 다니던 인천용현초등학교에서 노제가 이뤄졌으며, 장례식 이후 B군의 유해는 인천가족공원에 안치되었다.

## 피해 내용
형제의 엄마는 경찰에 체포되었다. 2021년에 열린 재판에서 인천지방법원은 엄마에게 아동복지법 위반 혐의로 징역 1년 6개월에 집행유예 3년을 선고, 보호관찰과 40시간의 아동학대치료 강의 수강 명령을 선고했다.